# Matthias de Zordo
Matthias de Zordo (* 21. Februar 1988 in Bad Kreuznach) ist ein deutscher Speerwerfer. Er wurde 2011 Weltmeister.

## Berufsweg
De Zordo absolvierte von 2006 bis 2007 ein Freiwilliges soziales Jahr im Sport beim SV Saar 05 Saarbrücken und war der Sportfördergruppe der Bundeswehr in Mainz angeschlossen. Anfang Januar 2018 gab er bekannt, dass er eine Ausbildung zum Athletiktrainer bei der BSA-Akademie angefangen habe, um den Start ins Berufsleben zu beginnen.

## Leben
Matthias de Zordo wuchs in Langenlonsheim bei Bad Kreuznach auf und begann im Alter von elf Jahren mit dem Speerwurf. Als 18-Jähriger gewann de Zordo den Titel bei den Deutschen Juniorenmeisterschaften 2006 in Bautzen mit einer Weite von 71,67 m. Den Titel verteidigte er im Jahr 2007 gegen seinen favorisierten Vereinskameraden Alexander Vieweg mit 77,94 m. Einen Monat vorher gewann de Zordo bei den U20-Europameisterschaften in Hengelo mit 78,59 m den Titel. Er hatte im Juni des Jahres seine Bestleistung schon auf den deutschen Jugendrekord von 78,67 m gesteigert und holte sich in diesem Jahr auch den Titel bei den Deutschen Jugendmeisterschaften. 2008 verbesserte er sich bei den Werfertagen in Halle auf 82,51 m, dies war sein erster Wurf über die 80-Meter-Marke und erneut siegte er bei den Deutschen Juniorenmeisterschaften. 2009 wurde de Zordo in Sofia Militärweltmeister mit einer Weite von 79,92 m, danach Deutscher Vizemeister und zum vierten Mal in Folge Deutscher Juniorenmeister. Er blieb aber 2009 bei einer Jahresbestweite von 80,15 m. 
2010 schaffte de Zordo die Norm zur Qualifikation für die Europameisterschaften in Barcelona zum ersten Mal am 22. Mai 2010 in Saarbrücken mit 81,58 m. Zwei Tage später folgte die zweite Normerfüllung mit neuer persönlicher Bestleistung von 83,09 m beim Pfingstsportfest in Rehlingen, bevor er sich zwei Wochen später mit einer weiteren Steigerung auf 84,38 m in den Kreis der erweiterten Weltelite warf. Im Juni schlug er im Rahmen der Team-Europameisterschaft in Bergen überraschend den Weltmeister Andreas Thorkildsen mit einer Weite von 83,80 m. Drei Wochen später wurde er erstmals Deutscher Meister in der Hauptklasse der Männer. Bei den Europameisterschaften in Barcelona am 31. Juli 2010 gewann er mit 87,81 m und neuer persönlicher Bestleistung die Silbermedaille im Speerwurf.
Seinen Deutschen Meistertitel verteidigte de Zordo 2011 in Kassel. Bei den Weltmeisterschaften in Daegu besiegte er am 3. September 2011 den amtierenden Olympiasieger Thorkildsen erneut und wurde damit Weltmeister im Speerwurf. Mit einer neuen persönlichen Bestweite von 88,36 m gewann er am 16. September 2011 das Diamond-League-Finale in Brüssel. Damit überholte er Andreas Thorkildsen in der Gesamtwertung und sicherte sich den Sieg im Diamond Race 2011.
Für die Olympischen Spiele 2012 in London konnte sich de Zordo aufgrund einer erst im Juni zugezogenen Kapselverletzung am Wurfarm nicht regulär qualifizieren, wurde aber vom Deutschen Olympischen Sportbund per Ausnahmeregelung dennoch nominiert. Am 8. August 2012 blieb er bei allen drei Qualifikationswürfen unter der 80-Meter-Marke und machte diese, für die Finalteilnahme nicht ausreichenden Versuche, jeweils durch Übertreten ungültig.
Seine Karriere startete de Zordo beim TV Langenlonsheim, gefördert durch seinen ersten Trainer Thomas Braun. Beide wechselten später zum MTV Bad Kreuznach. Neben der Leichtathletik spielte er noch Handball beim HGC Bad Kreuznach. Ab 2007 startete der 1,90 m große und 98 kg schwere Athlet für den SV Saar 05 Saarbrücken, wo er von Boris Henry trainiert wurde. Seit 2013 gehört Matthias de Zordo dem SC Magdeburg an. Sein neuer Trainer ist Ralf Wollbrück. Als einer der wenigen Speerwerfer der Weltspitze ist Matthias de Zordo Linkshänder. Mit 88,36 m gelang ihm 2011 der bis dahin weiteste Wurf eines Linkshänders. Diese Marke wurde erst 2018 von dem Esten Magnus Kirt mit einer Weite von 88,45 m übertroffen. Bei seinen Wettkämpfen tritt er meist mit derselben Wollmütze an, die er selbst als seine Glücksmütze bezeichnet.
2016 hatte de Zordo nach jahrelangen Verletzungsproblemen sein Comeback gegeben, konnte aber auf Grund der langen Verletzungszeit nicht länger im B-Kader des DLV bleiben, wodurch er nicht weiter in der Sportfördergruppe der Bundeswehr bleiben konnte.

## Vereinszugehörigkeiten
Seit 2017 startet de Zordo für die Leichtathletikabteilung des Hannover 96 und war zuvor beim SC Magdeburg.

## Ehrungen
- Saarsportler des Jahres 2010 und 2011